# Кобчик
Кобчик (лат. Falco vespertinus) — вид хищных птиц рода соколов.  Союз охраны птиц России объявил 2021 год годом кобчика.

## Описание

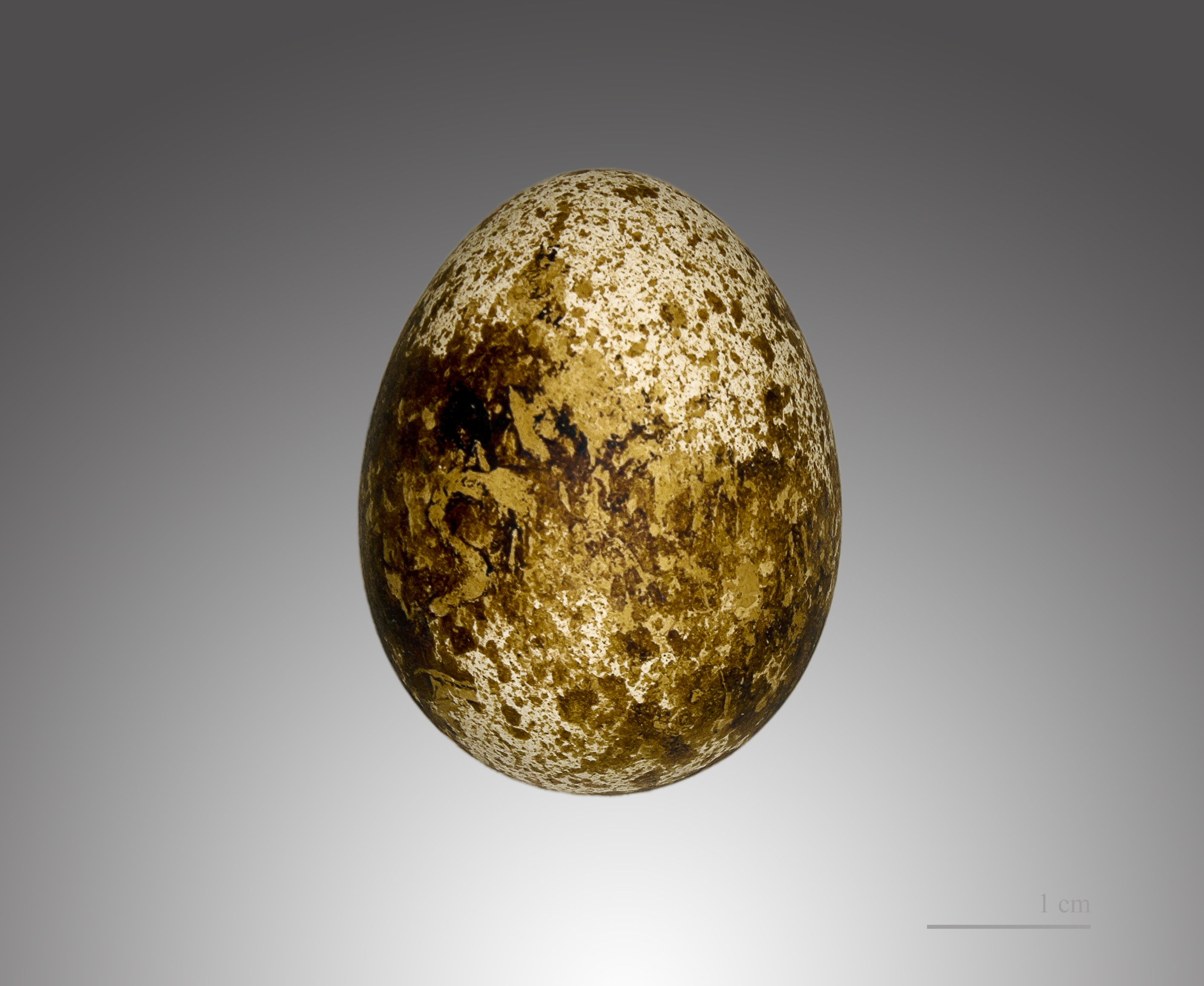
Яйцо Falco vespertinus

Мелкий сокол, пропорциями и поведением сходный с пустельгой, но менее ширококрылый. Длина птицы 28—33 см, длина крыла 23—35 см, размах крыльев 65—77 см, масса тела 130—197 г. Клюв короткий, относительно слабый. Самец тёмно-сизый (почти чёрный) с кирпично-красными низом брюха, подхвостьем и «штанами». Самка охристая с серыми (с поперечной полоской) спиной, крыльями и хвостом, с продольными пестринами на брюхе, с чёрными усами. Молодые птицы буроватые с белёсым низом в продольных пестринах. Ноги, восковица и кольцо вокруг глаза у взрослых птиц красные или оранжевые, у молодых — жёлтые. Когти беловато-бурые. Радужина тёмно-бурая.
Взрослые птицы питаются почти исключительно крупными насекомыми — стрекозами, жуками, кузнечиками и пр., которых ловят и едят на лету.  Для выкармливания птенцов ловят мелких грызунов, ящериц. Из птиц добычей кобчика становятся, в основном, воробьи. Охотятся кобчики днем и даже вечером, во время активного лёта насекомых, что отображено в латинском видовом названии «vespertinus» — «вечерний». Гнездятся в брошенных гнёздах врановых, иногда в дуплах, нишах или норах. Может образовать колонии до 100 пар. Прилетают с зимовки в мае, отлёт ранний (в августе). Размножаются поздно, что связано с периодом размножения саранчи и других крупных насекомых. Мигрируют, в отличие от большинства соколов, стаями.

## Ареал
Перелётная птица. Гнездится в лесостепях Евразии от Восточной Европы и Балкан на западе до бассейна Вилюя, верхнего течения Лены и побережья Байкала на востоке.
Восточнее обитает близкий кобчику вид — амурский кобчик, раньше считавшийся его подвидом.
Зимует по большей части на юге Африки, часть птиц также в Южной Азии.